# Port lotniczy Erenhot
Port lotniczy Erenhot (IATA: ERL, ICAO: ZBER) – port lotniczy położony w Erenhot, w regionie autonomicznym Mongolii Wewnętrzna, w Chińskiej Republice Ludowej.

## Linie lotnicze i połączenia
| Linia Lotnicza           | Kierunek                                                |
| ------------------------ | ------------------------------------------------------- |
| Beijing Capital Airlines | 1. Pekin-Daxing                                         |
| Chengdu Airlines         | 1. Ordos 2. Ulanhot                                     |
| China Express Airlines   | 1. Baotou 2. Chifeng 3. Hohhot 4. Manzhouli 5. Xilinhot |
| China United Airlines    | 1. Pekin-Daxing                                         |
| Genghis Khan Airlines    | 1. Hohhot 2. Tongliao                                   |